# Fred Niblo
Fred Niblo (n. 6 ianuarie 1874, York, Nebraska – d. 11 noiembrie 1948, New Orleans, Louisiana) a fost un actor american, regizor și producător de film din perioada timpurie a cinematografiei.

## Biografie
S-a născut ca Frederick Liedtke în York, Nebraska, mama lui fiind franceză. Tatăl său a luptat în Războiul Civil American având gradul de căpitan și a fost rănit în bătălia de la Gettysburg. Folosind numele de scenă Fred Niblo, Liedtke și-a început cariera în vodevil și ca actor de teatru, timp de 20 de ani în care a călătorit mult în întreaga lume. El a lucrat în Australia din 1912 până în 1915, unde a realizat primele sale două filme.

## Filmografie
| An   | Titlu                                | Rol                  |
| ---- | ------------------------------------ | -------------------- |
| 1916 | Get-Rich-Quick Wallingford           | J. Rufus Wallingford |
| 1916 | Officer 666                          | Travers Gladwin      |
| 1918 | The Marriage Ring                    |                      |
| 1918 | When Do We Eat?                      |                      |
| 1918 | Fuss and Feathers                    |                      |
| 1919 | Happy Though Married                 |                      |
| 1919 | Partners Three                       |                      |
| 1919 | The Law of Men                       |                      |
| 1919 | The Haunted Bedroom                  |                      |
| 1919 | The Virtuous Thief                   |                      |
| 1919 | Stepping Out                         |                      |
| 1919 | What Every Woman Learns              |                      |
| 1919 | Dangerous Hours                      |                      |
| 1920 | The Woman in the Suitcase            |                      |
| 1920 | Sex                                  |                      |
| 1920 | The False Road                       |                      |
| 1920 | Hairpins                             |                      |
| 1920 | Her Husband's Friend                 |                      |
| 1920 | The Mark of Zorro (Semnul lui Zorro) |                      |
| 1920 | Silk Hosiery                         |                      |
| 1921 | Mother o' Mine                       |                      |
| 1921 | Greater Than Love                    |                      |
| 1921 | Cei trei muschetari                  |                      |
| 1922 | The Woman He Married                 |                      |
| 1922 | Rose o' the Sea                      |                      |
| 1922 | Blood and Sand                       |                      |
| 1923 | The Famous Mrs. Fair                 |                      |
| 1923 | Strangers of the Night               |                      |
| 1924 | Thy Name Is Woman                    |                      |
| 1924 | The Red Lily                         |                      |
| 1925 | Ben-Hur: A Tale of the Christ        |                      |
| 1926 | The Temptress (Femeia vampir)        |                      |
| 1926 | Camille                              |                      |
| 1927 | The Devil Dancer                     |                      |
| 1927 | The Enemy                            |                      |
| 1928 | Two Lovers                           |                      |
| 1928 | The Mysterious Lady                  |                      |
| 1928 | Dream of Love                        |                      |
| 1930 | Redemption                           |                      |
| 1930 | Way Out West                         |                      |
| 1931 | Young Donovan's Kid                  |                      |
| 1931 | The Big Gamble                       |                      |
| 1932 | Two White Arms                       |                      |
| 1932 | Diamond Cut Diamond                  |                      |